# Jordan Pérez
Jordan Perez (Gibraltar, 13 de novembro de 1986) é um futebolista gibraltino que atua como goleiro. Atualmente está no Olympique 13.

## Carreira
Jordan começou sua carreira pelo College Cosmos e se juntou ao Manchester United Gibraltar em 2008, após uma passagem pelo Lynx. Em 2013 foi para o Lincoln Red Imps, conseguindo os títulos de campeão da liga, copa e copa da liga.
Em outubro de 2014, Jordan rescindiu seu contrato com o Lincoln, por falta de tempo de jogo na equipe principal, e foi contratado pelo Lions Gibraltar pouco depois.
Em abril de 2015, Jordan teve um período de testes com o clube inglês Wycombe Wanderers, apesar do interesse do Ipswich Town.
Em julho de 2015, assinou com o St Joseph's, porém deixou o clube em janeiro de 2017 pelo motivo do clube ter contratado o técnico espanhol Raul Procopio com quem Jordan Perez possui conflitos pessoais e decidiu rescindir o contrato e tirar um período sabático até final da temporada 2016/17.
No último dia da janela de transferências em 31 de Agosto de 2017, o Olympique 13 anuncia a contratação de Jordan Perez para disputar a segunda divisão do campeonato gibraltino.

## Carreira internacional
Seu primeiro jogo de sempre pela seleção gibraltina (quando esta ainda não era filiada à FIFA ou UEFA) foi contra Guernsey, pelos Island Games, que terminou em 0 a 0. Só teve seu primeiro jogo oficial contra a Eslováquia, que também terminou em empate nulo.

## Vida pessoal
Jordan, além de jogar futebol, trabalha como bombeiro.